# 喀山光学机械厂
喀山光学机械厂（俄语：Казанский завод оптического машиностроения，英语：Kazan Optical Machinery Plant，简写：KOMZ）是一家位于俄罗斯鞑靼斯坦共和国首府喀山的光学设备制造企业，主要生产军用和民用的观测设备和电子战系统。该厂筹备于1936年，是苏联战时战略企业替换计划的一部分，曾经为苏联空军提供航空照相机、瞄准镜等重要装备。二战后，该厂继续发展光学技术，同时也转向生产平民用品，如望远镜、摄影镜头等。自2011年以来，该厂开始涉足生产俄罗斯电子战系统产品，如莫斯科-1、Rychag-AV和Quicksilver-BM等。该厂曾经受到过乌克兰、瑞士、法国等国的制裁，但目前仍在运营中。

## 历史
- 1936年，考虑到当时列宁格勒国家光学机械厂太过于靠近边境，苏联财政部人民委员部计划在喀山建立一家光学机械厂，编号为237，以复制位于列宁格勒的国家光学机械厂，该厂的骨干由从列宁格勒借调的专家组成。
- 1940年2月8日，该厂正式登记运营，这一天被视为工厂成立之日。
- 1941年，随着德国入侵苏联，国家光学机械厂从列宁格勒撤离，喀山光学机械厂逐步掌握了双筒望远镜、火炮、迫击炮、坦克瞄准具的生产技术，特别是轰炸机瞄准具和航空照相机的生产能力。
- 1943年，该厂已生产43种产品，其中大系列10种——双筒望远镜、船用测距仪、照相镜头、光控装置、迫击炮和坦克瞄准具，其中包括 ПГ-1М 火炮瞄准镜、ПБЛ-2俯冲轰炸机瞄准镜。
- 1945年，该厂获得了苏联国防委员会的感谢信和奖金，以表彰其在战争中的贡献。
- 1946年，该厂开始生产平民用品，如摄影机、放映机等。
- 1950年代，该厂开始生产各种望远镜，如Байгыш[1]（贝戈士）系列，以及摄影镜头，如Jupiter-11、Jupiter-37（Юпитер-37А）等。
- 1960年代，该厂开始生产航空照相机，如А-39А，以及军用瞄准镜，如1П65«Дуплет»。
- 1970年代，该厂开始生产激光测距仪、红外线夜视仪等高科技产品。
- 1980年代，该厂开始生产光纤通信设备、医疗仪器等民用产品。
- 1990年代，该厂经历了苏联解体的困难时期，生产规模和质量都下降，面临着市场竞争和财政危机的挑战。
- 2000年代，该厂开始进行技术改造和市场拓展，恢复了部分生产能力和信誉，参与了一些国际合作项目。
- 2011年，该厂开始涉足生产俄罗斯电子战系统产品，如莫斯科-1、Rychag-AV和Quicksilver-BM等。
- 2022年，该厂因为俄乌战争而受到了乌克兰、瑞士、法国等国的制裁，被禁止出口部分产品。

## 产品
该厂的产品主要分为军用产品和民用产品两大类，以下是一些代表性的产品：

### 军用产品
- 航空照相机：该厂生产了苏联广泛使用的小型航空相机А-39А（Аэрофотоаппарат "А-39А"）[2]，适用于白天从舰载机上进行航空摄影，以500至5000米的高度以500至1500公里/小时的舰载飞行速度进行空中侦察。采用80mm胶片，每帧尺寸为70x80mm，相机配备了一个f2.5/100mm的“天王星27”镜头，视野为54°，曝光时间可设定为1/1820、1/1270、1/730秒，拍摄间隔为0.7、2、4、8、16秒，使用电源电压为27V，总重量为8公斤，可在+60至-60C 的温度和高达98%的相对空气湿度下运行。该相机在苏-17、雅克-125、米格-21F-13、苏-7B、米格-21R、苏-17、苏-24等飞机上均有装载。
- 军用瞄准镜：该厂生产了1П65«Дуплет»[3]测距瞄准镜，主要用于反器材步枪，也可以进行战场监视，侦察目标。
- 电子战系统：该厂生产了莫斯科-1、Rychag-AV[4]和Quicksilver-BM等电子战系统，这些系统可以对敌方的雷达、通信、导航等设备进行干扰、欺骗、压制和破坏，提高己方的电磁优势。莫斯科-1是一种地面侦察和干扰系统，可以探测和定位敌方的雷达信号，同时对其进行有源或无源的干扰，Rychag-AV是一种空中干扰系统，可以安装在直升机或飞机上，对敌方的地面雷达进行压制，Quicksilver-BM是一种无人机干扰系统，可以对敌方的无人机进行探测和拦截。

### 民用产品
- 望远镜
- 摄影镜头：Юпитер-37А[5]

## 荣誉
- 列宁勋章

- 鞑靼斯坦共和国国家奖章

## 西方制裁
据欧盟指称，该工厂负责后勤工作以及参与破坏或威胁领土完整、主权的行动。KOMZ还获得俄罗斯联邦政府的援助，协助了俄罗斯联邦政府吞并克里米亚和破坏乌克兰稳定的行动。